# Mat Collishaw
Matthew "Mat" Collishaw (Nottingham, 1966) is een Engelse kunstenaar. Hij gebruikt fotografie, video en verschillende media in zijn werken en installaties. Hij maakt deel uit van de door Damien Hirst gelanceerde Young British Artists, een groep beeldende kunstenaars die in de jaren '90 de Britse kunstscene domineerden. 

## Biografie
Collishaw groeide op in een gezin dat de strenge leer van de fundamentalistische Christadelphians-beweging aanhing. Televisie was verboden en kerstmis werd niet gevierd. Hij zei later in een interview dat zijn opvoeding vooral invloed had op zijn fascinatie met het verbodene: "Dingen zoals televisie werden voorgesteld als immoreel. Waardoor het natuurlijk een aantrekkelijk gegeven werd; die kleine doos vol verboden materiaal werd dubbel zo fascinerend. Aan alles hing een lading die voor mensen met een andere opvoeding niet aanwezig was. Het verklaart waarschijnlijk waarom ik alles vanuit een morele invalshoek benader."
Als kind was hij dol op tekenen. In een interview met de Evening Standard krant zei hij: "Ik tekende soldaten en oorlogstaferelen. Daarna maakte ik voetbalstrips, tot ik de muziek ontdekte. Toen begon ik gitaristen te tekenen, omringd door het licht van schijnwerpers. Toen ik er uiteindelijk achter kwam dat ik geen talent had om te vechten, voetballen of gitaarspelen, concentreerde ik me dan maar op het tekenen."
Toen hij 19 jaar oud was, in 1986, trok hij naar Trent Polytechnic in Nottingham voor een introductiecursus kunstonderricht. Hier kreeg hij een beurs om te studeren aan Goldsmiths College, in Zuid-Londen, waar hij in 1989 een Bachelor of Fine Arts kreeg. In 1988 was zijn werk te zien op de groepsexpo Freeze, die gecureerd werd door zijn vriend en kunstenaar Damien Hirst, in een magazijn in de Docklands. Hirst presenteerde Collishaw en zijn medestudenten van Goldsmiths als de Young British Artists, ofte YBAs, een groep beeldende kunstenaars die in de jaren '90 de Britse kunstscene zou domineren. Het werk dat Collishaw hier exposeerde was Bullet Hole: een close-up foto van een hoofdwonde, uitvergroot en op 15 lichtbakken gemonteerd. Dit werk bevindt zich in de collectie van het Museum of Old and New Art in Hobart, Australië. De overige deelnemers aan de tentoonstelling waren Steven Adamson, Angela Bulloch, Ian Davenport, Angus Fairhurst, Anya Gallaccio, Gary Hume, Michael Landy, Abigail Lane, Sarah Lucas, Lala Meredith-Vula, Stephen Park, Richard Patterson, Simon Patterson en Fiona Rae.

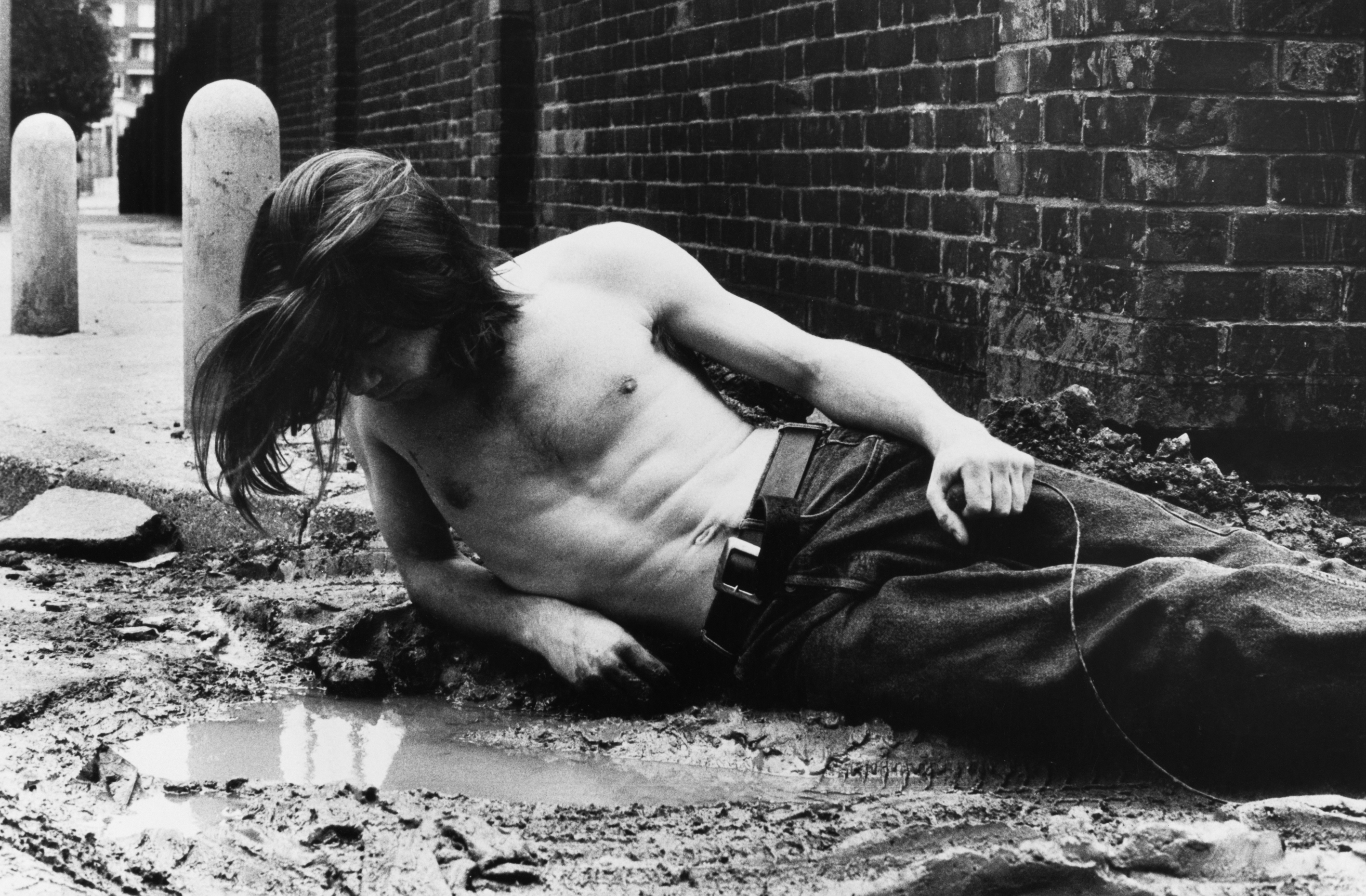
Narcissus,1990

In 1990 hield hij zijn eerste solo-tentoonstelling, met als titel Mat Collishaw; eerst in Riverside Studios in Londen en vervolgens bij Karsten Schubert Ltd. in Londen.
In 1990 deed hij ook mee aan Modern Medicine, een tweede groepstentoonstelling die gecureerd werd door Hirst. Verder was er werk te zien van Grainne Cullen, Dominic Denis, Angus Fairhurst, Abigail Lane, Miriam Lloyd, Craig Wood en Dan Bonsall. De groepstentoonstelling Sensation: Young British Artists From the Saatchi Collection in de Royal Academy of Arts in Londen in 1997, met oa. werk van Collishaw, veroorzaakte controverse. De BBC omschreef de expo als "een verzameling gruwelijke beelden van verminkte lichaamsdelen en expliciete pornografie". Naast Hirst's "haai in formaldehyde" The Physical Impossibility of Death in the Mind of Someone Living, Tracey Emin's tent Everyone I Have Ever Slept With en Marc Quinn's Self (een beeld van zijn hoofd gemaakt uit liters van zijn eigen bevroren bloed), was het vooral Marcus Harvey’s schilderij Myra (een portret van Myra Hindley) dat protest veroorzaakte.
Collishaw stond aanvankelijk in de schaduw van artiesten zoals Hirst en Emin, die gedurende vijf jaar zijn geliefde was. Maar met een aantal spraakmakende expo's verwierf hij gaandeweg een reputatie. De Evening Standard krant noemde hem zelfs "Mr. Nasty" ("Mijnheer Akelig"). Voor In the Old Fashioned Way (1992) mechaniseerde hij een uitvergroting van een oude foto die een zoöfiele scene uitbeeldde. In Shooting Stars (2008) projecteerde hij foto's van kinderprostituees uit het Victoriaanse tijdperk op een muur die bewerkt was met fosforescerende verf. Voor Last Meal on Death Row (2010) maakte hij foto's van het laatste maal van enkele ter dood veroordeelde moordenaars, in de stijl van de oude meesters. 
In 2015 werd Collishaw door GQ magazine uitgeroepen tot een van de 50 best geklede Britse mannen.
In 2017 experimenteerde hij met virtual reality. Voor de expo Thresholds recreëerde hij virtueel de eerste Britse fototentoonstelling, die plaatsvond in 1839. Thresholds was een eerbetoon aan William Henry Fox Talbot, de uitvinder van het negatiefproces in de fotografie, waarmee Collishaw trachtte om "opnieuw de magie te creëren van hoe het moet gevoeld hebben om voor het eerst een foto te zien".
In 2020 opende de Van Eyck-lightshow in de Sint-Niklaaskerk in Gent. Collishaw creëerde hiervoor The Adoration of the Mystic Lamb, met Mankind en create.eu, een digitale en muzikale herinterpretatie van Het Lam Gods en verschillende andere werken van Van Eyck.
Zijn film Sky Burial wordt in 2021 vertoond in deSingel in Antwerpen. Als muzikale begeleiding wordt Requiem van Gabriel Fauré opgevoerd, door Brussels Philharmonic, Vlaams Radiokoor en dirigent Andreas Spering.
Collishaws werk werd vertoond in het MoMA in New York, de Biënnale in Istanbul en La Maison Rouge in Parijs. Zijn werk zit in de collecties van musea zoals Centre Pompidou in Parijs, The Saatchi Gallery in Londen en Tate Gallery in Londen.

## Thematiek
Het werk van Collishaw bevindt zich op de grens tussen het aantrekkelijke en het afstotende, tussen het vertrouwde en het schokkende, tussen het poëtische en het morbide. Zijn visuele taal combineert verschillende media. Hij gebruikt elementen uit pornografie, de kruisiging, kinderprostitutie, zoöfilie, sadomasochisme, verslaving, religie en de dood. Hij doorbreekt taboes, maar zijn beelden zijn romantisch of zelfs bekoorlijk. Hij probeert beelden te maken die "indrukwekkend" zijn. Het verbodene heeft hem altijd gefascineerd. Hij verklaarde in een interview: "Ik word gedreven door de dingen die in het verleden onderdrukt werden, waardoor ik een onstilbare honger ontwikkelde om mijn werk te maken." Collishaw gelooft dat de menselijke aard "zowel goede als slechte eigenschappen heeft" en hij wil de toeschouwer confronteren met "diens innerlijke demonen", met als doel om ze uit te drijven. Hij verklaarde: "Ik probeer de toeschouwer te verleiden, waardoor hij bijna medeplichtig wordt aan een misdaad omdat hij geniet van iets dat elementen bevat van wreedheid of mishandeling. De kunstgeschiedenis zit vol afbeeldingen van opoffering, lijden, wreedheid en marteling. De kruisiging is het meest bekende voorbeeld. Meestal wordt dat mooi en waardig afgebeeld. Het is een vreemd fenomeen dat we er van genieten om te kijken naar iemand die aan het lijden is. ... Iemand als Caravaggio schilderde zeer realistisch ogende religieuze schilderijen, maar de mensen waren toen geschokt door het feit dat een van de figuren vuile voeten had. Niet de marteling die werd afgebeeld wekte afkeer op, maar het feit dat er niet genoeg eerbied werd getoond en dat het model zijn voeten had moeten wassen alvorens geschilderd te worden."
In The Guardian stond dat Collishaw "gelooft in de doeltreffendheid van beelden. Niet voor hem de abstracte ontwijking, de minimalistische halve glimlach. ... Hij wil je fantasie een stomp in de maag geven." Kunstcriticus Waldemar Januszczak schreef in The Sunday Times over de 3D-zoötroop All Things Fall: "Je ziet een model van een klassieke tempel, cirkelvormig, gewelfd, gezuild, waarrond honderden naaktfiguren in cryptische poses zijn opgesteld. Wat ze doen is onduidelijk, maar het lijkt onaangenaam. Plotseling doven de lichten en begint de tempel te draaien. Sneller en sneller gaat het, totdat de figuren in actie komen voor een opmerkelijke versie van de Kindermoord van Bethlehem. De onverwachte uitbarsting van geweld is briljant. ... Een hedendaags meesterwerk." The Telegraph noemde Collishaw "uniek onder kunstenaars en denkers van deze eeuw; een kruising tussen een esthetische filosoof en een goochelaar". .'

## Tentoonstellingen

### Solo-exposities[32]
- 1990 Mat Collishaw - Roundhouse, Londen
- 1991 Mat Collishaw - Karsten Schubert Ltd., Londen
- 1992 Mat Collishaw - Cohen Gallery, New York
- 1993 Mat Collishaw - Galleria Raucci/Santamaria, Napels, Analix Forever, Genève, Centre d’Art Contemporain, Martigny
- 1994 Idol Hours - Gramercy Park Hotel, New York
- 1994 The Eclipse of Venus - No. 20 Glasshouse Street, Londen
- 1996 Control Freaks - Tanya Bonakdar Gallery, New York
- 1996 Statements, Analix Forever, Bazel
- 1997 Ideal Boys - Ridinghouse Editions, Londen, Galleria Raucci/Santamaria, Napels
- 1997 Duty Free Spirits - Lisson Gallery, Londen
- 1999 Flesheaters - Analix Forever, Genève
- 2000 Greenhouse Effect - Serpentine Gallery, Londen
- 2008 Deliverance - Tanya Bonakdar Gallery, New York & Spring Projects, Londen
- 2008 Shooting Stars - Haunch of Venison, Londen
- 2008 Electric Ladyland - Analix Forever, Chêne-Bourg
- 2009 Nebulaphobia - Unosunove, Rome[33]
- 2009 Hysteria - Freud Museum, Londen
- 2009 Submission - Haunch of Venison, Berlijn
- 2010 Retrospectre - British Film Institute, Londen
- 2010 Creation Condemned - Blain|Southern, Londen
- 2010 Shooting Stars & The Garden of Unearthly Delights - Void Gallery, Derry
- 2010 Magic Lantern - Victoria & Albert Museum, Londen
- 2010 Last Meal on Death Row - Analix Forever, Chêne-Bourg
- 2011 Pearls of the Abyss - Analix Forever, Chêne-Bourg
- 2012 Vitacide - Tanya Bonakdar Gallery, New York
- 2012 Sordid Earth - Greenaway Art Gallery, Kent Town
- 2012 The End of Innocence - Dilston Grove, CGP London Gallery, Londen
- 2012 Crystal Gaze - Raucci/Santamaria Gallery, Napels
- 2013 This is Not an Exit - Blain|Southern, Londen
- 2013 La vie de château - Château des Adhémar - Centre d'Art Contemporain, Montélimar
- 2014 Black Mirror - Galleria Borghese, Rome[34]
- 2014 Mat Collishaw - Unosunove, Rome[35]
- 2014 Mat Collishaw - Patricia Low Contemporary, Gstaad[36]
- 2014 Mat Collishaw: The Yielding Glass - An Gailearaí, Ghaoth Dobhair, Londonderry[37]
- 2015 In Camera - Library of Birmingham, Birmingham[38]
- 2015 Mat Collishaw - New Art Gallery Walsall[39]
- 2016 Folly! Fountains Relief - Fountains Abbey & Studley Royal, North Yorkshire[40]
- 2017 Mat Collishaw, Thresholds - Somerset House, Londen, Birmingham Museum and Art Gallery, Birmingham, Lacock Abbey, Wiltshire[41]
- 2017 The Centrifugal Soul - Blain|Southern Londen[42]
- 2018 Thresholds - Somerset House, Londen[43]
- 2018 Thresholds - National Science and Media Museum, Bradford[44]
- 2018 Thresholds - Yapı Kredi Kültür Sanat Yayıncılık A.Ş., Istanbul[45]
- 2018 Albion - Gary Tatintsian Gallery, Moskou[46]
- 2018 The Grinders Cease - Blain|Southern, Berlijn[47]
- 2018 Mat Collishaw, The Mask of Youth - Queen’s House, Royal Museums Greenwich, Londen
- 2018 Mat Collishaw, Standing Water - Galerie Rudolfinum, Praag[48]
- 2018 Mat Collishaw, The Centrifugal Soul - Castle Howard, Yorkshire[49]
- 2018 Night Hunter - Robilant + Voena, Sankt Moritz
- 2019 The End of Innocence - Fundació Sorigué, Lleida[50]
- 2019 The Nerve Rack - Ushaw College, Durham[51]
- 2019 Deep State of Rapture - Page Gallery, Seoel
- 2019 Dialogues - Villanueva Pavilion, Real Jardín Botánico, Madrid[52]
- 2020 The Adoration of the Mystic Lamb - Sint-Niklaaskerk, Gent[53]
- 2020 Mat Collishaw - Djanogly Gallery, Lakeside Arts, Nottingham[54]

### Groepstentoonstellingen
- 1988 Freeze - Port of London Authority, Londen[55]
- 1990 Modern Medicine - Building One, Londen
- 1997 Sensation: Young British Artists From the Saatchi Collection - Royal Academy of Arts, Londen[56]
- 2007 The Tempest - Mat Collishaw and Paul Fryer, Gervasuti Foundation, Venice Biennale
- 2007 Mat Collishaw, Anthony Goicolea - Haunch of Venison, Zürich,
- 2007 Les Fleurs du Mal - Arcos Sannio Contemporary Art Museum, Benevento
- 2009 Mythologies - Haunch of Venison, Zürich
- 2009 Distortion - Gervasuti Foundation, Venice Biennale
- 2010 Mat Collishaw, Tracey Emin & Paula Rego - Founding Museum, Londen
- 2010 Extraordinary measures - Belsay Castle, Northumberland
- 2010 Locus Solus - Benaki Museum, Athene
- 2011 House of Beasts - Attingham Park, National Trust
- 2011 Otherworldly: Optical Delusions and Small Realities - Museum of Arts and Design, New York
- 2011 Sordid Earth - Roundhouse, Londen
- 2011 Memories of the Future, The Olbricht Collection - La Maison Rouge, Parijs
- 2012 Out of Focus: Photography - Saatchi Gallery, Londen
- 2012 Des Images, Des Histoires - Maison de Jacques Coeur, Parijs
- 2012 Britain Creates 2012: Fashion + Art Collusion - Victoria & Albert Museum, Londen
- 2012 White Light/White Heat: Contemporary Artists & Glass - Wallace Collection, Londen

## Onderscheidingen
- 2013 - 16th Pino Pascali Prize, Pino Pascali Museum Foundation
- 2018 - Honorary Fellowship, Royal Photographic Society, Bath[57][58]